# Maria Lambour
Maria Lambour, de son vrai nom Maria Le Berre, dite Kerguen, épouse, puis veuve Le Maréchal, née le 2 septembre 1911 à Pont-l'Abbé et morte le 20 octobre 2014 dans la même ville, est devenue à la fin de sa vie un symbole du Pays Bigouden, en étant l'une des dernières Bigoudènes à porter régulièrement la célèbre coiffe bigoudène, ainsi qu'une icône publicitaire.

## Biographie
Maria Le Berre, dite Lambour, naît le 2 septembre 1911 à la ferme de Kerguen, dans l'île Chevalier, à Pont-l'Abbé, dans une famille de neuf enfants. Elle apprend le français à l'école où elle se rend avec une courte coiffe sur la tête dès l'âge de 7 ans. De 1938 à 1988, elle tient un café très connu localement dans le quartier de Lambour à Pont-l'Abbé. Elle est une bistrotière intraitable dans ce quartier populaire, voyant sa coiffe grandir sans céder à la mode de la ville, « mod' giz ker ». En 1932, elle épouse Charles Le Maréchal, avec qui elle a deux enfants. Elle a 28 ans lorsque la maladie emporte son mari en 1940.
À 80 ans passés, elle devient une « vedette du petit écran » en tournant dans les publicités de Jean Becker en faveur des plats cuisinés de la marque Tipiak et son célèbre slogan « Pirates »,. Ensuite, elle devient l'une des dernières Bigoudènes à porter la célèbre coiffe tous les jours. En 2011, alors qu'elle célèbre son centenaire, elle est élue « Bretonne de l'année » par le journal Le Télégramme. Elle était devenue le symbole du Pays Bigouden, parrainant les expositions « Il était une coiffe », puis Lionel Floch au musée de Pont-l'Abbé, inaugurant la foire-exposition de sa ville, devenant la marraine d'Iffig 29, la mascotte des pompiers finistériens, soutenant des associations diverses comme le Rugby Club bigouden ou Jonglerie du Bout du Monde. Elle avait même participé au tournage d'un film documentaire de la télévision russe sur l'artiste Zinaïda Serebriakova.
Maria Lambour meurt le 20 octobre 2014 à Pont-l'Abbé, à l'âge de 103 ans. Elle est inhumée au cimetière communal.